# Académie des sciences techniques de Roumanie
L'Académie des sciences techniques de Roumanie (en roumain : Academia de Științe Tehnice din România) - ASTR - est une société savante qui concerne les sciences, techniques de la Roumanie, fondée en 1997.

## Histoire

### Prémices et débuts
En `1935, un groupe de scientifiques, mécontents par le rôle secondaire que l'Académie Roumaine attribuait aux sciences et la limitation du nombre des représentants de toutes les sciences à 12, décida de créer une organisation dédiée exclusivement aux sciences. Leurs efforts eurent comme résultat la fondation, en 1935, de l'Académie des sciences de Roumanie. En 1948, le gouvernent décida de dissoudre cette académie et d'intégrer les sciences dans les activités de l'Académie de la Republique Populaire Roumaine, nouvellement crée.
En 1997 le problème de la non-représentativité des sciences techniques dans l'Académie Roumaine fut de nouveau relevé. Après avoir reçu les accords nécessaires, le statut d'une nouvelle academie technique furent rédigées par Mihai Mihăiță ;  Radu Voinea, Florin-Teodor Tanasescu et Mircea Petrescu.

### Fondation et changements ultérieurs
L'académie fut fondée le 17 octobre 1997 lorsque les 27 membres fondateurs décident de créer un forum national pour regrouper des personnalités du domaine de l'ingénierie et dont le but est de promouvoir le développement de la recherche scientifique, la création technique et l'amélioration de la formation des ingénieurs. Le 11 décembre 1997 le Tribunal accorda à l'académie le statut de personnalité juridique.
Le z1 juin 2006[Quand ?], par une décision du gouvernent, l'académie devient une organisation d'utilité publique autonome, non gouvernementale et apolitique avec une activité à but non lucratif.   
L'Académie fut réorganisée à la suite de la loi 230 du 5 novembre 2008.

## Constitution, buts et activité
Les principales attributions de l'ASTR sont:
- le développement de la recherche fondamentale et appliquée, la promotion de concepts interdisciplinaires et l'identification de nouvelles directions d'évolution dans le domaine des sciences techniques ;
- stimuler les efforts et les réalisations des chercheurs scientifiques et promouvoir les droits de propriété scientifique;
- initier et étendre des contacts internationaux avec des académies et institutions professionnelles, développer des relations de collaboration et d'affiliation avec des organisations technico-scientifiques;
- réaliser des recherches, des études, des conseils, ainsi que diriger ou, le cas échéant, exécuter des programmes ou des projets de recherche scientifique, de développement technologique et de stimulation de l'innovation, ainsi que d'autres travaux spécialisés technico-scientifiques;
- encourager les réalisations théoriques et pratiques dans le domaine des sciences techniques en attribuant des prix, des diplômes et des médailles;
- l'organisation d'événements technico-scientifiques nationaux et internationaux;
- éditer des ouvrages de grand intérêt et des publications périodiques dans ses domaines d'activité.

L'académie est membre d'Euro-CASE (fédération européenne de 21 académies des technologies rassemblant 6 000 experts)

## Organisation de l'Académie

### Président d'honneur
- Prof. dr.ing. Mihai Mihăiță

### Présidium
Les activités de l'académie sont dirigées par un présidium. En 2023, ce présidium est composé par :
- Prof. em. dr. ing. Valeriu Jinescu, président
- Prof. dr. ing. Polidor Bratu - vice-président
- prof. dr. ing. Ioan Vida-Simiti -  vice-président
- prof. dr. ing. Nicolae Țăpuș - vice-président
- prof. dr. ing. Vladimir Răsvan - secrétaire général

### Sections
L'activité de l'académie se déroule au sein de la section suivante :
- Mécanique technique - président : prof. dr. ing. Costica Atanasiu
- Génie mécanique - président : prof. dr. ing, Ion Visa
- Electrotechnique et génie énergétique - président : prof. dr. ing. Florin Teodor Tănăsescu
- Ingénierie électronique et automatique  - président : prof. dr. ing. Octavian Păstrăvanu
- Technologies de l'information et de la communication, ordinateurs et télécommunications - président : prof. dr. ing. Nicolae Țăpuș
- Génie civil et urbanisme - président : dr. ing. Victor Popa
- Ingénierie des transports - président : prof. dr. ing. Cristian Nicolae Andreescu
- Génie chimique - président : dr. ing. Doru Vladimir Pușcașu
- Science et génie des matériaux - président : prof. dr. ing. Ioan Vida-Simiti
- Génie pétrolier et minier, géonomie - président : prof. dr. ing Sorin Mihai Radu

### Filiales
L'académie a des filiales dans les centres universitaires de Cluj-Napoca, Iași, Timișoara, Brașov, Craiova, Chișinău et Petroșani